# Милица Јокић
Милица Јокић је српска поп-фолк певачица која је 2014. постала позната захваљујући учешћу у такмичењу Звезде Гранда.
Након такмичења Звезде Гранда такмичила се и у такмичењу Неки нови клинци са 14 година, а одмах наредне године такмичила се и у такмичењу Пинкове звезде. У свим овим такмичењима улазила је у финале и постизала сјајне резултате, издвојила се као велики таленат и тако привукла пажњу јавности.

## Биографија
Као мала показивала је таленат за певање. Наступала је на школским приредбама, друштвеним догађајима и разним дечијим фестивалима.
Завршила је средњу туристичку школу у Београду и тренутно похађа факултет. Такође, завршила је нижу музичку школу “Коста Манојловић” где је свирала инструмент “хорна” и похађала часове солфеђа.
Уз музичку и основну школу упоредо је ишла и у школу певања “Гласови Наде” код професорке Наде Вуковић Ђокић где је усавршавала технику дисања и где је похађала часове певања.
Током 2018. године била је део музичке групе Министарке као фронтмен и тада објављује песму Не враћам се на старо која је постиже невероватан успех и милионске прегледе.
С обзиром на то да су је велике музичке звезде од почетка подржавале, попут Шабана Шаулића, Ане Бекуте, Драгане Мирковић, Светлане Цеце Ражнатовић, Зорице Брунцлик и многих других, Милица након изласка из групе гостује на концерту Шабана Шаулића у Београдској арени, као и на једном од концерата Драгане Мирковић и на концерту Зорице Брунцлик на “Ташмајдану”.
Доспева је у жижу јавности након што је обелодањено да је у љубавној вези са Луком Дачићем, сином познатог српског политичара Ивице Дачића.
У августу 2021. године Јокићева објављује свој први велики пројекат који је назван Триологија. Овај пројекат су чиниле три потпуно различите песме - Лептирићи, Ниси ти и Мушке лажи.
Следеће године Јокићева објављује нову песму под називом Прва дама.

## Дискографија
Синглови
- Лептирићи (2021)
- Ниси ти (2021)
- Мушке лажи (2021)
- Прва дама (2022)
- Снег је опет Снежана (2022) обрада уз оркестар Борка Радивојевића
- То могу ја (2023)[4]
- Црне руже (2023)